# Stegopterus septus
Stegopterus septus är en skalbaggsart som beskrevs av Hermann Burmeister och Hermann Rudolph Schaum 1840. Stegopterus septus ingår i släktet Stegopterus och familjen Cetoniidae. Inga underarter finns listade i Catalogue of Life.